# نبویشا پوپوویچ (بازیکن هندبال)
نبویشا پوپوویچ (سیریلیک صربی: Небојша Поповић؛ زادهٔ ۲۸ آوریل ۱۹۴۷) بازیکن هندبال اهل یوگسلاوی بود.